# Nikolaj Semjonovič Sulima
Nikolaj Semjonovič Sulima (rusko Николай Семёнович Сулима), ruski general, * 1777, † 1840.
Bil je eden izmed pomembnejših generalov, ki so se borili med Napoleonovo invazijo na Rusijo; posledično je bil njegov portret dodan v Vojaško galerijo Zimskega dvorca.

## Življenje
Leta 1791 je vstopil v vojaško šolo in naslednje leto v Semjonovski polk. Kot zastavnik je bil leta 1797 premeščen v Našeburgski pehotni polk. Istega leta je bil povišan v podporočnika in leta 1799 v poročnika; istega leta je bil premeščen v Izmailovski polk. Naslednje leto je bil povišan v štabnega stotnika in leta 1803 v stotnika ter 11. oktobra istega leta v polkovnika.
20. oktobra 1804 je postal poveljnik Moskovskega mušketirskega polka, s katerim se je udeležil bojev v Galiciji, Šleziji, Bohemiji, Moravski in Avstriji. Med bitko pri Austerlitzu je bil ranjen in ujet, a je bil že v roku tedna dni zamenjan. 23. oktobra 1807 je bil odpuščen iz vojaške službe.
30. marca 1810 je bil aktiviran in 18. septembra 1811 je postal poveljnik Tavričeskega grenadirskega polka, s katerim se je udeležil velike patriotske vojne. 1. oktobra 1814 je postal poveljnik 1. brigade 2. grenadirske divizije. 31. januarja 1817 je ponovno zapustil vojaško službo.
15. maja 1817 je bil ponovno aktiviran kot poveljnik 3. brigade 17. pehotne divizije; 17. aprila 1822 je postal poveljnik 3. brigade 14. pehotne divizije, 16. septembra 1826 poveljnik 11. pehotne divizije in 1. januarja 1827 16. pehotne divizije. 
17. maja 1827 je bil povišan v generalporočnika. Čez štiri leta je sodeloval v zatrtju poljskega upora in leta 1832 je postal predsednik vrhovnega varšavskega kriminalnega sodišča. 6. decembra 1833 je postal generalni guverner Vzhodne Sibirije in marca naslednje leto je postal poveljnik Samostojnega sibirskega korpusa ter generalni guverner Zahodne Sibirije. 28. januarja 1836 je bil zaradi bolezni odstranjen iz guvernerskega mesta in postal je vojaški svetnik. 
13. januarja 1837 je postal član sveta za vladni nadzor.